# 1987-es magyar öttusabajnokság
Az 1987-es magyar öttusabajnokságot Budapesten, szeptember 2. és 6 között rendezték meg. A viadalt Martinek János nyerte meg, akinek ez volt az első és egyben egyetlen egyéni bajnoki címe. A csapatversenyt is Budapesten rendezték és a Bp. Honvéd nyerte.
A nők versenyeit egyszerre rendezték meg Győrben. Az egyéni bajnokságot Kovács Irén, a csapatbajnokságot a Győri ÁÉV nyerte.

## Eredmények

### Férfiak

#### Egyéni
| Hely | Név            | Klub          | Eredmény |
| ---- | -------------- | ------------- | -------- |
| 1.   | Martinek János | Bp. Honvéd    | 5387     |
| 2.   | Farkas Zsolt   | Bp. Honvéd    | 5266     |
| 3.   | Mizsér Attila  | Újpesti Dózsa | 5248     |
| 4.   | Molnár Gábor   | Bp. Honvéd    | 5229     |
| 5.   | Balaska Zsolt  | Újpesti Dózsa | 5216     |
| 6.   | Dobi Lajos     | Csepel SC     | 5186     |
| 7.   | Kéri László    | Csepel SC     | 5177     |
| 8.   | Bárdi Róbert   | Újpesti Dózsa | 5176     |
| 9.   | Korom László   | Csepel SC     | 5167     |
| 10.  | Demeter József | Alba Volán    | 5126     |

#### Csapat
| Hely | Név                                                       | Klub          | Eredmény |
| ---- | --------------------------------------------------------- | ------------- | -------- |
| 1.   | Tóth Levente, Martinek János, Fábián László, Molnár Gábor | Bp Honvéd     | 20 899   |
| 2.   | Dobi Lajos, Kéri László, Korom László, Jankura            | Csepel SC     | 20 153   |
| 3.   | Bárdi Róbert, Mizsér Attila, Balaska Zsolt, Madaras Ádám  | Újpesti Dózsa | 19 951   |
| 4.   |                                                           | Alba Volán    | 19 022   |
| 5.   |                                                           | MAFC          | 18 452   |

### Nők

#### Egyéni
| Hely | Név              | Klub      | Eredmény |
| ---- | ---------------- | --------- | -------- |
| 1.   | Kovács Irén      | Győri ÁÉV | 4911     |
| 2.   | Tulok Andrea     | Győri ÁÉV | 4902     |
| 3.   | Kárpáti Hajnalka | Győri ÁÉV | 4895     |
| 4.   | Szigeti Erika    | Csepel SC | 4650     |
| 5.   | Éder Rita        | Csepel SC | 4630     |
| 6.   | Heilig Anita     | Győri ÁÉV | 4507     |

#### Csapat
| Hely | Név                                        | Klub      | Eredmény |
| ---- | ------------------------------------------ | --------- | -------- |
| 1.   | Kovács Irén, Kárpáti Hajnalka, Tulok Anita | Győri ÁÉV | 14 708   |
| 2.   | Emhő Réka, Szigeti Erika, Éder Rita        | Csepel SC | 13 762   |
| 3.   | Németh Andrea, Krasznai, Szeles            | MAFC      | 11 647   |